# Targa Florio
Targa Florio je bila avtomobilistična dirka, ki je med letoma 1906 in 1977 potekala na italijanskem otoku Sicilija in je bila med letoma 1955 in 1973 del Svetovnega prvenstva športnih dirkalnikov.

## Zmagovalci
| Leto | Zmagovalec                                         | Dirkalnik        | Poročilo |
| ---- | -------------------------------------------------- | ---------------- | -------- |
| 1906 | Alessandro Cagno                                   | Itala            | Poročilo |
| 1907 | Felice Nazzaro                                     | Fiat             | Poročilo |
| 1908 | Vincenzo Trucco                                    | Isotta-Fraschini | Poročilo |
| 1909 | Francesco Ciuppa                                   | SPA              | Poročilo |
| 1910 | Franco Tullio Cariolato                            | Franco           | Poročilo |
| 1911 | Ernesto Ceirano                                    | SCAT             | Poročilo |
| 1912 | Cyril Snipe                                        | SCAT             | Poročilo |
| 1913 | Felice Nazzaro                                     | Nazzaro          | Poročilo |
| 1914 | Ernesto Ceirano                                    | SCAT             | Poročilo |
| 1919 | André Boillot                                      | Peugeot          | Poročilo |
| 1920 | Guido Meregalli                                    | Nazzaro          | Poročilo |
| 1921 | Giulio Masetti                                     | Fiat             | Poročilo |
| 1922 | Giulio Masetti                                     | Mercedes         | Poročilo |
| 1923 | Ugo Sivocci                                        | Alfa Romeo       | Poročilo |
| 1924 | Christian Werner                                   | Mercedes         | Poročilo |
| 1925 | Meo Costantini                                     | Bugatti          | Poročilo |
| 1926 | Meo Costantini                                     | Bugatti          | Poročilo |
| 1927 | Emilio Materassi                                   | Bugatti          | Poročilo |
| 1928 | Albert Divo                                        | Bugatti          | Poročilo |
| 1929 | Albert Divo                                        | Bugatti          | Poročilo |
| 1930 | Achille Varzi                                      | Alfa Romeo       | Poročilo |
| 1931 | Tazio Nuvolari                                     | Alfa Romeo       | Poročilo |
| 1932 | Tazio Nuvolari                                     | Alfa Romeo       | Poročilo |
| 1933 | Antonio Brivio                                     | Alfa Romeo       | Poročilo |
| 1934 | Achille Varzi                                      | Alfa Romeo       | Poročilo |
| 1935 | Antonio Brivio                                     | Alfa Romeo       | Poročilo |
| 1936 | Constantino Magistri                               | Lancia           | Poročilo |
| 1937 | Francesco Severi                                   | Maserati         | Poročilo |
| 1938 | Giovanni Rocco                                     | Maserati         | Poročilo |
| 1939 | Luigi Villoresi                                    | Maserati         | Poročilo |
| 1940 | Luigi Villoresi                                    | Maserati         | Poročilo |
| 1948 | Clemente Biondetti Igor Trubeckoj                  | Ferrari          | Poročilo |
| 1949 | Clemente Biondetti Aldo Benedetti                  | Ferrari          | Poročilo |
| 1950 | Mario Bornigia Franco Bornigia                     | Alfa Romeo       | Poročilo |
| 1951 | Franco Cortese                                     | Frazer Nash      | Poročilo |
| 1952 | Felice Bonetto                                     | Lancia           | Poročilo |
| 1953 | Umberto Maglioli                                   | Lancia           | Poročilo |
| 1954 | Piero Taruffi                                      | Lancia           | Poročilo |
| 1955 | Stirling Moss Peter Collins                        | Mercedes-Benz    | Poročilo |
| 1956 | Umberto Maglioli                                   | Porsche          | Poročilo |
| 1957 | Fabio Colonna                                      | Fiat             | Poročilo |
| 1958 | Luigi Musso Olivier Gendebien                      | Ferrari          | Poročilo |
| 1959 | Edgar Barth Wolfgang Seidel                        | Porsche          | Poročilo |
| 1960 | Joakim Bonnier Hans Herrmann Graham Hill           | Porsche          | Poročilo |
| 1961 | Wolfgang von Trips Olivier Gendebien               | Ferrari          | Poročilo |
| 1962 | Willy Mairesse Ricardo Rodriguez Olivier Gendebien | Ferrari          | Poročilo |
| 1963 | Joakim Bonnier Carlo Mario Abate                   | Porsche          | Poročilo |
| 1964 | Colin Davis Antonio Pucci                          | Porsche          | Poročilo |
| 1965 | Nino Vaccarella Lorenzo Bandini                    | Ferrari          | Poročilo |
| 1966 | Willy Mairesse Herbert Müller                      | Porsche          | Poročilo |
| 1967 | Paul Hawkins Rolf Stommelen                        | Porsche          | Poročilo |
| 1968 | Vic Elford Umberto Maglioli                        | Porsche          | Poročilo |
| 1969 | Gerhard Mitter Udo Schutz                          | Porsche          | Poročilo |
| 1970 | Joseph Siffert Brian Redman                        | Porsche          | Poročilo |
| 1971 | Nino Vaccarella Antoine Hezemans                   | Alfa Romeo       | Poročilo |
| 1972 | Arturo Merzario Sandro Munari                      | Ferrari          | Poročilo |
| 1973 | Herbert Müller Gijs van Lennep                     | Porsche          | Poročilo |
| 1974 | Gérard Larrousse Amilcare Ballestrieri             | Lancia           | Poročilo |
| 1975 | Nino Vaccarella Arturo Merzario                    | Alfa Romeo       | Poročilo |
| 1976 | Armando Floridia Eugenio Renna                     | Osella           | Poročilo |
| 1977 | Raffaele Restivo Alfonso Merendino                 | Chevron          | Poročilo |